# Enicospilus nanjingensis
Enicospilus nanjingensis är en stekelart som beskrevs av Tang 1990. Enicospilus nanjingensis ingår i släktet Enicospilus och familjen brokparasitsteklar. Inga underarter finns listade i Catalogue of Life.